# Padre Eterno con un putto
Padre Eterno con putto, o Padre Eterno con un angioletto, è un dipinto a olio su tela (66x91 cm) realizzato da Giovanni Francesco Barbieri, detto Guercino, intorno al 1620 e conservato nei Musei di Strada Nuova a Palazzo Rosso, Genova.

## Storia
«Questo piccolo bellissimo dipinto» era originariamente destinato a fungere da coronamento alla pala con la Vestizione di san Guglielmo, commissionata da Cristoforo Locatelli al Guercino per l'altare da lui posseduto nella chiesa dei Santi Gregorio e Siro a Bologna. Tuttavia, affascinato dalla bellezza del dipinto, il committente «lo tenne per sé ponendovi una copia». La copia rimase al suo posto sicuramente fino al 1962. È stato ipotizzato da Irnerio Patrizi, che non conosceva l'originale, che il dipinto sopra alla pala fosse tale. Tuttavia, l'altissima qualità del dipinto in oggetto, fugò qualsiasi dubbio.
Il quadro compare per la prima volta nel catalogo della quadreria di Giovanni Francesco II Brignole Sale, ubicata a Palazzo Rosso (Genova), del 1748 e poi in quello del 1756. Egli aveva ereditato dalla nonna Maria Durazzo una ricca collezione di dipinti che si aggiunse a quella già in possesso del padre Anton Giulio II Brignole Sale. Giovanni Francesco II ampliò notevolmente la collezione con nuovi acquisti e, intorno al 1740, destinò tutte le sale del secondo piano nobile di Palazzo Rosso alla quadreria di famiglia. Questa collezione comprendeva opere di artisti come Anton van Dyck, Guido Reni, Mattia Preti e Bernardo Strozzi, oltre allo stesso Guercino. Pur in assenza di documentazione, tutto «induce ad identificare in lui il probabile acquirente».
Nella seconda metà del XIX secolo, l’ultima discendente della famiglia Brignole-Sale, Maria (1811-1888), duchessa di Galliera, selezionò alcune opere della collezione di famiglia, tra cui la piccola tela del Guercino, per arredare la sua residenza parigina, l'odierno Hôtel Matignon. Quando nel 1874, d’accordo con il figlio Filippo, donò Palazzo Rosso e le sue raccolte al Comune di Genova, il dipinto restò escluso dalla donazione. In un primo momento era previsto che, alla sua morte, i beni conservati nella dimora francese passassero alla città di Parigi ma i mutamenti politici in Francia la spinsero a rivedere le sue disposizioni, destinando anche tali opere a Genova. Esse costituirono il primo nucleo del nuovo museo di Palazzo Bianco, anch’esso di sua proprietà. In una successiva riorganizzazione, il Comune di Genova decise di spostare questa opera del Guercino a Palazzo Rosso, dove tuttora si trova.

## Descrizione e stile
Il dipinto raffigura Dio Padre seduto tra le nubi, rivolto con dolcezza verso un putto alato che tiene tra le mani un globo crucigero. La figura divina, avvolta in un ampio manto rosso porpora, impugna nella mano destra uno scettro dorato finemente ornato, simbolo di sovranità. Lo sguardo del Padre Eterno, intensamente concentrato e carico d’affetto, si posa sul putto con un’espressione sorprendentemente intima e umana, lontana da ogni enfasi gerarchica o solennità iconografica tradizionale. Il bambino alato, nudo e seduto su una nuvola, volge a sua volta lo sguardo verso Dio, tenendo saldo il globo terrestre, emblema del dominio divino sul mondo. Le due figure si inseriscono in uno spazio ristretto, dominato da toni cupi e una luce concentrata che modella i volumi con forte intensità, creando un’atmosfera teatrale ma raccolta.
Dal punto di vista stilistico nei dipinti del Guercino «a partire dalla seconda decade del XVVII secolo si può veramente sentire l'influenza della ricca, cupa tavolozza di Tiziano».